# Soljeh-ye Yek
Soljeh-ye Yek är en ort i Iran.   Den ligger i provinsen Khuzestan, i den centrala delen av landet, 500 km sydväst om huvudstaden Teheran. Soljeh-ye Yek ligger 28 meter över havet och antalet invånare är 103.
Terrängen runt Soljeh-ye Yek är mycket platt. Runt Soljeh-ye Yek är det ganska tätbefolkat, med 144 invånare per kvadratkilometer. Närmaste större samhälle är Ḩamīdīyeh, 16,0 km sydväst om Soljeh-ye Yek. Omgivningarna runt Soljeh-ye Yek är i huvudsak ett öppet busklandskap.